# Izraelsko-palestinské střety (květen 2021)
Izraelsko-palestinské střety, izraelskou stranou nazývané Obránce zdí (angl. Guardian of the Walls), palestinskou stranou nazývané Meč Jeruzaléma (angl. Sword of Jerusalem) je série vzájemných ozbrojených úderů vedených mezi IOS a palestinskými odbojovými organizacemi (především Hamásem a Palestinským islámským džihádem) v Pásmu Gazy a na území Izraele.

## Pozadí konfliktu
Konflikt mezi Izraelem a Palestinou (potažmo celým arabským světem) je jednou z nejproblematičtějších událostí 20. a 21. století. Začal přibližně ke konci 19. století, kdy v tzv. alijích začalo docházet k přílivu židovských imigrantů na území Palestiny, v jehož důsledku docházelo k arabským nepokojům. Od vyhlášení nezávislosti Izraele v květnu 1948 došlo k mnoha válkám (mj. první arabsko-izraelské, sinajské, šestidenní nebo jomkipurské).

## Časová osa

### Čtvrtek 6. května – neděle 9. května
Došlo ke střetům mezi palestinskými demonstranty a izraelskou policií kvůli plánovanému rozhodnutí Nejvyššího soudu Izraele ohledně vystěhování několika palestinských rodin z Šejch Džarach, čtvrti východního Jeruzaléma. Při protestech bylo zatčeno nejméně 7 lidí. V pátek došlo ke střetům mezi palestinskými protestujícími a izraelskou policií před mešitou al-Aksá. Podle palestinských zdrojů bylo zraněno 136 lidí, z toho 83 vyžadovalo hospitalizaci. V noci na neděli došlo před al-Aksá k dalšímu střetu, kde utrpělo zranění nejméně 80 lidí, z toho několik dětí.

### Pondělí 10. května
Střety pokračovaly v noci na pondělí a v pondělí ráno u al-Aksá. Izraelská policie zakázala Židům vstupovat do komplexu na Chrámové hoře z důvodů obav vypuknutí dalších střetů. Palestinská skupina Hamás v reakci na nepokoje na Chrámové hoře, kde bylo zraněno 300 Palestinců, zaútočila raketami na Izrael, ten v odvetě zaútočil na Pásmo Gazy, kde zemřelo 20 lidí včetně několika dětí. Souběžně s tím zaútočila raketami skupina Palestinský islámský džihád na jihoizraelské město Sderot. Izraelský ministr obrany Benny Ganc vyhlásil pohotovost na území ve vzdálenosti do 70 kilometrů od Pásma Gazy, na jihu země uzavřel školy a ve středním Izraeli měla být v provozu pouze pracoviště a školy, které mají k dispozici kryty.

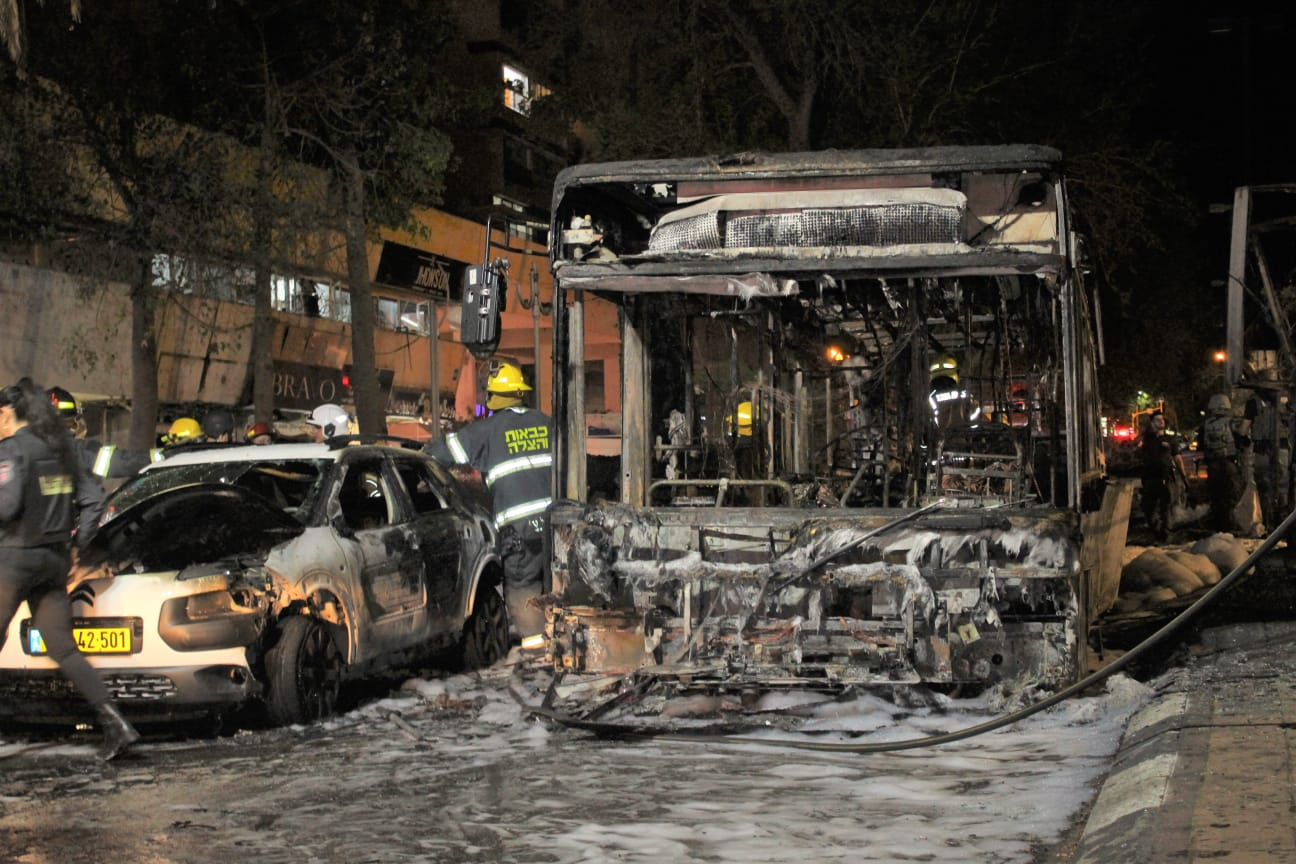
Auto a autobus zničené raketami v Cholonu v Izraeli

### Úterý 11. května
V noci na úterý izraelská armáda v odpovědi na útoky z Pásma Gazy zasáhla 130 cílů a zabila 15 radikálních Palestinců. Mezi nimi se nacházeli i dva nejvýznamnější představitelé Islámského džihádu, Samah Abed al-Mamlouk, který měl na starosti raketový arzenál organizace a Hassan Abu al-Ata, zástupce velitele brigády Islámského džihádu v Gaze. Podle agentury DPA bylo od pondělí na Izrael vypáleno přes 200 raket, z nichž více než 90 procent sestřelil izraelský systém protivzdušné obrany Železná kopule. Podle agentury až třetina raket dopadla na zem ještě v Pásmu Gazy, což možná mělo za následky oběti na životech Palestinců. Ve městě Lod zemřeli 2 lidé poté, co jejich vůz zasáhla raketa, dvě ženy zemřely v Aškelonu a jedna osoba v Rišon le-Cijonu. V Lodu byly podle izraelských médií zapáleny tři synagogy.
Ve svých prohlášeních jak Hamás, tak i Izrael odmítly nabídku Egypta na zprostředkování příměří.

### Středa 12. května
Ve středu ráno se pod palbou 110 raket ocitl opět Tel Aviv, dalších 100 jich mířilo směrem na město Beer Ševa. Od pondělí bylo na Izrael vypáleno více než 850 raket, dalších 200 jich nepřekonalo hranici pásma Gazy. Izrael ohlásil šestou oběť, jedna osoba zemřela když kolonu aut zasáhla protitanková řízená střela Kornet.
Během společné operace IOS a Šin Bet byli při bombových útocích izraelského letectva v Gaze a Chán Junis zabiti Bassem Issa, velitel jednotek Hamásu v Gaze, Jamaa Tahla, šéf projektu výstavby kybernetických sítí, Gamal Zabda, vedoucí oddělení vývoje v oblasti raketové techniky Hamásu a Chazem Chatib, vedoucího technického oddělení Hamásu. Zabito bylo rovněž dalších 13 činitelů Hamásu podílejících se na velení a činnosti této organizace, například Zaher a-Šahri, vedoucí výzkumu a vývoje či Hassan Aki a Kamal Krike, příslušníci speciálních jednotek Hamásu. Leteckým útokem byla zničena čtrnáctipodlažní budova v Gaze, kde podle IOS sídlilo vojenské zpravodajství Hamásu.
Hnutí Hamás prostřednictvím ruského ministerstva zahraničí poslalo návrh na vzájemný klid zbraní, izraelský premiér Benjamin Netanjahu návrh odmítl.

### Čtvrtek 13. května

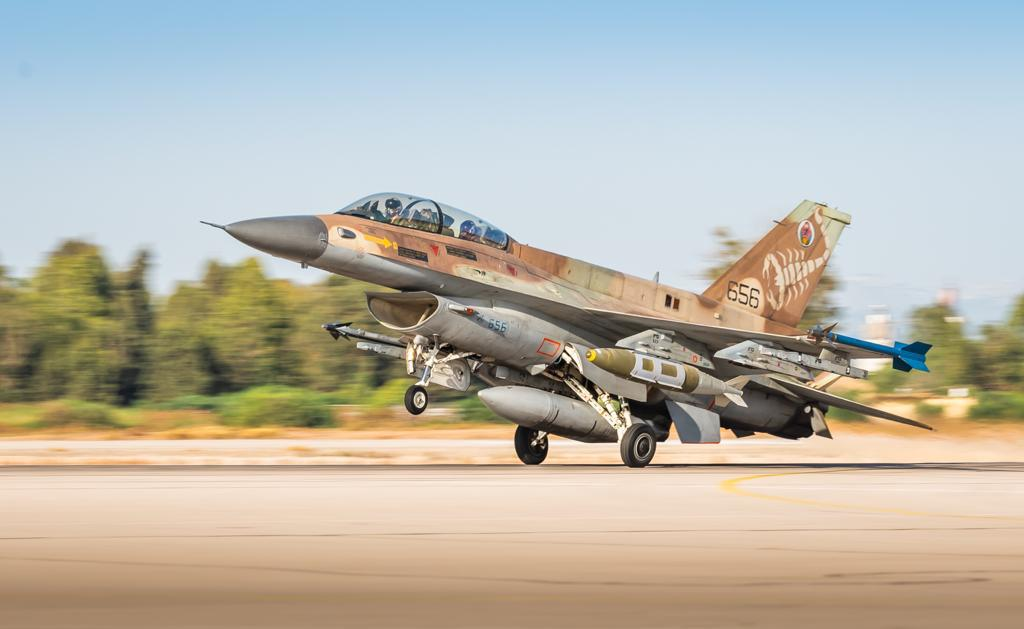
Izraelská F-16 se chystá k náletu na Gazu

V noci na čtvrtek zachvátily mnohá smíšená izraelská města nepokoje, policie zatkla nejméně 374 lidí, bylo zraněno 36 policistů. IOS oznámily, že společně se Šin Bet pokračují ve společné operaci cílící na významné představitele Hamásu a objektů spojených s činností této organizace. Při bombových útocích izraelského letectva byly zničeny budovy, ve kterých se nacházela sídla centrální banky a velitelství vnitřní bezpečnosti. Napadeny byly i skupiny příslušníků Hamásu připravujících odpálení protitankových řízených střel. Cílem izraelského útoku se stal také dům Iyada Tayiba, vrchního velitele vojenského křídla Hamásu. Hamás začal odpalovat rakety na Ramonovo mezinárodní letiště v jižním Izraeli, kam byly odkloněny lety původně směřující na mezinárodní letiště Ben Guriona nacházející se v blízkosti těžce ostřelovaného Tel Avivu. Večer byly na Izrael vypáleny tři rakety z jižního Libanonu, dopadly do Středozemního moře. Kolem půlnoci IOS sdělily prostřednictvím twitterovém účtu, že se do bojů zapojila i pěchota. V průběhu noci též na Twitteru informovala velvyslankyně USA při OSN Linda Thomasová-Greenfieldová že izraelsko-palestinský vojenský střet bude v neděli řešit Rada bezpečnosti. Izrael oznámil, že u hranic s Pásmem Gazy byly shromážděny pozemní jednotky a téměř deset tisíc vojáků v záloze. Některá média tento čin zhodnotila jako předzvěst možné pozemní operace.

### Pátek 14. května
V noci na pátek Izrael zesílil útoky na Hamás. Izraelské letectvo pokračuje v bombardování, zejména odpalovacích zařízení raket v Gaze a podzemních tunelů. Podle agentury Reuters nedošlo k zahájení pozemní invaze, útokem pozemních sil je zde míněna dělostřelba z izraelského území. Izraelská armáda večer oznámila, že na Izrael byly vypáleny tři rakety ze Sýrie – jedna spadla ještě v Sýrii, další dvě dopadly do neobydlených oblastí v severním Izraeli.

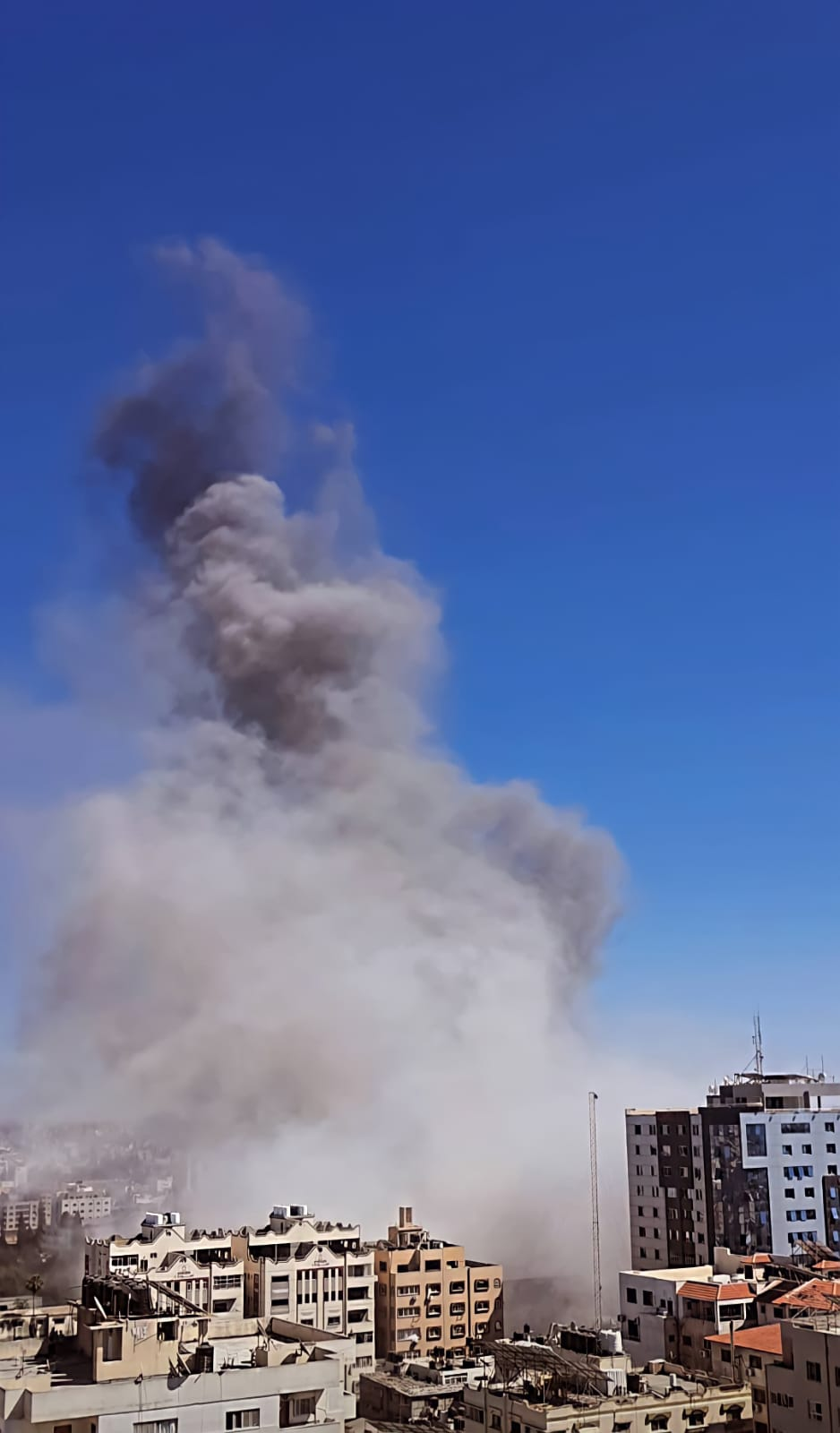
Zničená budova al-Jalaa, v níž měly své kanceláře AP či Al-Džazíra

### Sobota 15. května
V sobotu odpoledne Izrael srovnal se zemí výškovou budovu v Gaze, kde měla kanceláře agentura AP a katarská televize Al-Džazíra. Izrael ale předem varoval, že plánuje na budovu zaútočit, takže objekt byl předem evakuován a útok si nevyžádal žádnou oběť. Podle izraelské armády byla budova využívána i vojenským křídlem Hamásu. Pokračovalo ostřelování měst Tel Aviv nebo Ramat Ganu, kde zemřel jeden muž. Desítky palestinských bojovníků a operativců Hamásu zemřely při izraelských útocích na síť podzemních tunelů. Při izraelském leteckém útoku proti palestinskému uprchlickému táboru poblíž Gazy zahynulo podle palestinských zdravotníků deset lidí. Velení IOS také oznámilo, že byl sestřelen ozbrojený dron vyslaný z Pásma Gazy na izraelské území.

### Neděle 16. května
Brzy ráno bombardovalo izraelské letectvo dům vůdce Hamásu Jahyi Sinwára. Ten nebyl během náletu zraněn. Podle palestinského ministerstva zdravotnictví bylo během dne v Pásmu Gazy při izraelských náletech zabito 43 Palestinců (z toho 8 dětí), 50 lidí bylo zraněno. Podle mluvčího IOS bylo do nedělního rána na izraelské území z Pásma Gazy vystřeleno 120 raket, z nichž 11 spadlo v Pásmu Gazy. Izrael navíc zveřejnil fotografie, které údajně ukazují, že Hamás a Islámský džihád umisťují odpalovací zařízení raket a vchody do tunelů v blízkosti nemocnic a škol.

### Pondělí 17. května
Podle vyjádření mluvčího IOS provedlo izraelské letectvo brzo ráno rozsáhlý útok proti 35 cílům. Při tomto útoku bylo mimo jiné zničeno 15 km tunelů (přezdívaných metro) patřící Hamásu a napadeny byly domy 9 vysoce postavených velitelů Hamásu. Na území Izraele dopadlo několik raket, z nichž jedna zasáhla dům v Ašdodu, zraněno bylo několik lidí. Při společné operaci se Šin Bet odpoledne byl při leteckém útoku v Pásmu Gazy zabit vysoký velitel Islámského džihádu Husám abú Harbíd. Velel jednotkám Islámského džihádu na severu Pásma Gazy od roku 2019. Při dalších izraelských útocích bylo zničeno sídlo podnikatele Abeda al-Aziz al-Haldiho, pod sídlem se podle IOS skrýval vchod do tunelu.
Podle tvrzení médií bylo sdělení mluvčího IOS ze čtvrtka 13. května, že izraelská armáda zahajuje pozemní operaci v Pásmu Gazy záměrnou dezinformací. Cílem bylo donutit palestinské ozbrojence, aby se uchýlili do tunelů. Na ty potom zaútočily izraelské bombardéry. Z vojenského hlediska se podle tisku jedná o výbornou lest, ale na druhou stranu tak velení izraelské armády významně podkopalo důvěryhodnost mluvčího IOS.

### Úterý 18. května
V noci na úterý bylo z území Libanonu vypáleno na Izrael šest raket, na jeho území ale nedoletěla žádná, všechny spadly ještě před hranicemi. Izrael na útok reagoval odpálením raket na místa odpalu. Prozatímní jednotky OSN v Libanonu uvedly, že společně s libanonskými ozbrojenými silami zvýšily bezpečnostní kontroly na jihu země. Brzo ráno izraelská vojenská letadla zaútočila na rychlé čluny, které měly být použity proti lodím izraelského vojenského námořnictva. Během dne zahynuli při výbuchu palestinské rakety na jihu Izraele dva thajští pracovníci.

### Středa 19. května
Z jižního Libanonu byly během dne proti Izraeli vystřeleny 4 rakety. Jedna byla zneškodněna protiraketovou palbou, dvě spadly do moře a jedna dopadla na otevřené prostranství. Jako odvetu ostřelovaly IOS dělostřeleckou a tankovou palbou předpokládaná odpaliště raket v Libanonu. Podle IOS jsou za palbu z Libanonu odpovědné palestinské skupiny, nikoliv Hizballáh. Raketová palby byla z Pásma Gazy vedena během noci proti izraelským základnám vojenského letectva Chacor, Chacerim, Nevatim, Tel Nof, Palmachim a Ramon. Žádná raketa ale základny nezasáhla a bojové letouny startovaly a přistávaly bez omezení. V průběhu dne byly z Pásma Gazy vystřeleny rakety proti městům ve středním a jižním Izraeli. Rakety zasáhly budovy či prostranství v Ašdodu a Beršebě, většina raket byla sestřelena protiraketovým systémem Železný dóm. Tři minometné granáty dopadly v prostoru křižovatky Kerem Šalom, kde se pohyboval humanitární konvoj z Jordánska vezoucí zdravotnický materiál do Gazy. Během noci na středu útočilo izraelské letectvo na tunely provozované palestinskými skupinami a zasáhlo i továrnu na výrobu zbraní patřící Islámskému džihádu. Společně se Šin bet provedlo letectvo operaci, při níž zasáhlo byt, ve kterém sídlilo kybernetické ústředí Hamásu. Další izraelský útok směřoval proti rezidencím vysokých představitelů Hamásu. IOS se dlouhodobě snaží o likvidaci šéfa ozbrojeného křídla Hamásu Muhammada Dífa.
Během dne se objevily nepotvrzené zprávy, že obě strany s pomocí prostředníků jednají o příměří. Izraelský představitel jakákoliv jednání o příměří popřel, Hamás sdělil, že jakékoliv příměří musí předcházet splnění jeho požadavků. Izraelský premiér Netanjahu prohlásil, že Izrael vyvíjí maximální úsilí pro to, aby příměří s Hamásem trvalo co nejdelší dobu. Palestinský prezident Abbás obvinil Izrael z organizovaného válečného terorismu a válečných zločinů v Gaze.

### Čtvrtek 20. května
Podle vyjádření IOS útočilo izraelské letectvo od brzkých ranních hodin na sklady zbraní v sídlech vysokých představitelů Hamásu. Cíli útoků se staly tunely používané palestinským bojovníky. Během dne podniklo letectvo další útoky proti odpalovacím zařízením pro rakety a odpalištím minometných granátů v Bejt Hanoun, Chan Junis a Jabalii. Jeden z útoků byl veden proti velitelskému stanovišti Hamásu. Protitankovou střelou z Gazy byl zasažen prázdný izraelský vojenský autobus.

### Pátek 21. května
Poté, co obě strany, Izrael a palestinské ozbrojené skupiny souhlasily, došlo k vzájemnému a bezpodmínečnému ukončení nepřátelských akcí a od 2:00 místního času (1:00 SELČ) začalo platit příměří. Jednání o příměří mezi bojujícími stranami probíhala již několik dní. Na vyjednávání se podíleli zástupci Egypta, USA, zapojeno bylo i Jordánsko, Katar a další klíčoví partneři v mezinárodním společenství. Generální tajemník OSN António Guterres ukončení bojů uvítal, nicméně kritizoval jak IOS, tak Hamás za útoky proti civilním cílům a obě strany obvinil z válečných zločinů. I přes příměří se ale na pahorku Chrámové hory v odpoledních hodinách střetli Palestinci s izraelskou policií.

## Výsledek
Obě strany, jak Hamás s Islámským džihádem, tak Izrael si připisují vítězství. Izraelský ministr obrany Benny Gantz uvedl, že ofenziva v Gaze přinesla bezprecedentní vojenské zisky. V Gaze tisíce lidí oslavovali palestinské vítězství, nicméně Ezzat al-Rešiq, jeden z představitelů Hamásu prohlásil, že naše prsty jsou stále na spoušti. Izrael také popřel tvrzení představitelů Hamásu, že jednou z podmínek pro uzavření příměří je izraelské stažení se od Šejch Džarad a mešity Al-Aksá.

## Ztráty
Podle palestinského ministerstva zdravotnictví bylo při izraelských útocích zabito 232 Palestinců, včetně 62 dětí, více než 1 900 palestinských obyvatel bylo zraněno. Podle Izraele při bombardování zahynulo nejméně 160 palestinských bojovníků (palestinské odbojové organizace počet svých padlých bojovníků nezveřejňují). Podle izraelské vlády v Izraeli zahynulo při palestinském raketovém ostřelování 11 civilních osob, z toho 2 děti a 3 cizinci a 1 izraelský voják. Stovky lidí byly ošetřeny.

## Výzbroj bojujících stran
K útokům proti izraelskému území používají palestinské ozbrojené skupiny především neřízené rakety země - země, v menší míře potom PŘTS Kornet a minomety. Používají i drony, v jednom případě byl zaznamenán i přelet ozbrojeného dronu z Gazy na izraelské území. Využívány jsou i tunely vedoucí na izraelské území.
Rakety země - země Palestinci získávají z menší části pašováním, zejména z egyptského území a z větší části vlastní výrobou přímo v Pásmu Gazy. Významnou úlohu přitom sehrává zejména Írán dodávkami know-how. Hamás disponuje raketami R-160 Chajbar a raketami A-120 Raíd Attar (dolet 120 km), íránskými raketami Fadžr 5 a jejich palestinskou variantou M-75 (dolet 50 km) či Sejil 55 (dolet 55 km). Dále potom raketami Fadžr-3 s doletem 40 km či Grad s dostřelem převážně jen 20 km. Používané jsou dosud i rakety Kássam, které původně byly trubkami naplněnými palivem a třaskavinou, ale ve 3. generaci mají dostřel až 25 km. Hamás disponuje ale i raketami M-302 s dosahem až 200 km. Podle izraelských tajných služeb disponuje Hamás asi 5000 až 6000 raketami s dostřelem 50 km. Dle těchto složek je zásoba natolik velká, že umožňuje Hamásu vést palbu na izraelské území po významnou dobu.
Další z palestinských účastníků, Islámský džihád disponuje raketami Burak-100 s dostřelem 100 km a Burak-70 s dostřelem 70 km. Podle vlastního vyjádření disponuje i raketami Burak-120 s doletem 120 km. Celkové množství raket Islámského džihádu je odhadováno na 8000.
Proti palestinským raketám používá Izrael protiraketový systém Železná kopule (Iron Dome). Osazený je antiraketami Tamir. Účinný je proti raketám s krátkým doletem Kássam či minometným granátům. Proti raketám s delším doletem (70–300 km) používá Izrael systém nazývaný Davidův prak (David's sling) osazený dvoustupňovými raketami Stunner. Jednou z možností bylo i používání vyvíjeného laserového děla Nebeský strážce (Sky Guard), jeho vývoj byl ale zastaven kvůli malé mobilitě a nízkému dosahu. Všechny používané systémy mají ale své limity, a proto Izrael kombinuje použití protiraketových systémů s leteckými údery proti odpalovacím zařízením, výrobnám raket a velitelským stanovištím.
Další teoretickou možností je pozemní operace, která by Palestince donutila stáhnout se zpět mimo efektivní vzdálenost dostřelu. Palestinci ale nedisponují strategickou hloubkou území, což Izraeli poskytuje taktickou výhodu a možnost odpalovací zařízení ničit. Nevýhodou této taktiky i pro Izrael jsou ale oboustranně vysoké lidské ztráty, což se ukázalo zejména při izraelském vpádu do Gazy v roce 2014.

## Reakce

### Mezinárodní organizace
- Evropská unie vyzvala obě strany k deeskalaci napětí a uvedla, že „násilí a podněcování jsou nepřijatelné a pachatelé na všech stranách musí být odpovědní“.[51] Dne 18. května vyzvali ministři zahraničních věcí všech členských zemí EU, s výjimkou Maďarska, k okamžitému zastavení bojů.[52][53]

- Organizace spojených národů vyzvala Izrael, aby zrušil plánovaná vystěhování Palestinců a proti demonstrantům byla maximální zdrženlivost při používání síly.[54] Zmocněnec OSN pro Blízký východ Tor Wennesland vyzval k okamžitému zastavení palby a varoval, že napětí stoupá k úplné válce.[12]
- Liga arabských států: Generální sekretář Ligy arabských států Ahmed Aboul Gheit odsoudil izraelské nálety na Gazu a označil je za nevybíravé a nezodpovědné.[55]

### Státy
- Bahrajn: Bahrajnští představitelé ostře odsoudili akce u mešity Al-Aksá a možné vystěhování obyvatel ze čtvrti Šejch Džarach a vyzvali Izrael, aby „zastavil tyto odmítnuté provokace proti obyvatelům Jeruzaléma a usiloval o to, aby jeho síly v tomto svatém měsíci nezaútočily na věřící“.[56]
- Česko: Premiér Andrej Babiš na sociální síti Twitter vyjádřil podporu Izraeli.[57] Podporu Izraeli vyjádřil i prezident Miloš Zeman,[58] který na znamení solidarity s Izraelem nařídil vyvěsit izraelskou vlajku na prvním nádvoří Pražského hradu.[59] Volební koalice SPOLU (ODS, KDU-ČSL a TOP 09) vyzvala v otevřeném dopise pražského primátora Zdeňka Hřiba, aby nechal vyvěsit izraelskou vlajku na budově pražského magistrátu.[60] Ministr zahraničních věcí Jakub Kulhánek vyzval k zastavení raketových útoků z Gazy na Izrael,[61] následně 20. května odletí do Izraele na osobní pozvání ministra zahraničí Gabiho Aškenaziho.[62][63]

- Egypt: Egyptské ministerstvo zahraničních věcí uvedlo, že „Izrael musí zastavit všechna opatření, která porušují posvátnost mešity Al-Aksá“ a že potenciální vystěhování je porušením mezinárodního práva.[64] Ministr zahraničních věcí Sameh Shoukry na krizovém setkání Ligy arabských národů oznámil, že Egypt nabídl Izraeli, že může fungovat jako prostředník při řešení konfliktu, nedostal ale žádnou odpověď.[65]
- Francie: Mluvčí Ministerstva zahraničních věcí vyzvala všechny zúčastněné, aby projevili maximální zdrženlivost a zdrželi se jakékoliv provokace, aby co nejdříve mohlo dojít k příměří.[66]
- Kanada: Kanadský ministr zahraničních věcí Marc Garneau vyzval k „okamžitému snížení napětí a aby se všechny strany vyhnuly jednostranným krokům“. Rovněž vyjádřil znepokojení nad tím, že „nedávná rozhodnutí o vysídlení, demolici a vystěhování v Šejch Džarach by negativně ovlivnila živobytí a podkopaly vyhlídky na řešení situace mezi oběma státy“.[67]
- Německo: Německý ministr zahraničních věcí Heiko Maas řekl novinářům v Bruselu, že „pouze můžeme vyzvat obě strany k tomu, aby deeskalovaly tuto skutečně výbušnou situaci“.[66]
- Pákistán: Poslanec Mulan Abdul Akbár Čitrálí v plamenném projevu v národním shromáždění vyzval vládu k jadernému útoku na židovský stát, a žádal ji o vyhlášení džihádu Izraeli.[68]
- Turecko: Turecký prezident Recep Tayyip Erdoğan ve svém projevu v Ankaře odsoudil Izrael a nazval ho „zločinným teroristickým státem“ a vyzval k reakci OSN, aby okamžitě zastavila pronásledování Palestinců ze strany Izraele.[51]
- USA: Tisková mluvčí Bílého domu Jen Psakiová odsoudila raketové útoky na Izrael a dodala podporu prezidenta Joea Bidena pro legitimní právo Izraele bránit sebe a svůj lid“. Personál Bílého domu byl v kontaktu s izraelskými i palestinskými představiteli s cílem uklidnit situaci v regionu.[69] Americký ministr zahraničí Antony Blinken prohlásil, že je nezbytně nutné, aby všechny strany podnikly kroky k deeskalaci napětí a uklidnění situace. Vyjádřil hluboké znepokojení nad raketovými útoky na Izrael a vyzval k jejich okamžitému zastavení.[70] Socialističtí senátoři Bernie Sanders a Elizabeth Warrenová spolu s členkou Sněmovny reprezentantů Alexandrie Ocasio-Cortezové vydali prohlášení, ve kterém odsuzují izraelské snahy o vystěhování Palestinců.[64]

- Vatikán: Papež František vyzval k nalezení společných řešení v Jeruzalémě.[71]

### Protesty
V mnoha městech po celém světě se konaly demonstrace na podporu jak Izraele, tak Palestiny. Protesty se konaly například v Londýně, Ammánu, Istanbulu, Washingtonu, D. C., Paříži, Kapském Městě, Chicagu, Berlíně, Nairobi, New Yorku, Montrealu, Bruselu, Madridu, Bruselu či Dublinu.
Dne 14. května před Izraelským velvyslanectvím v Praze sešly desítky lidí na podporu Palestiny. V blízkosti se shromáždili také podporovatelé Izraele.

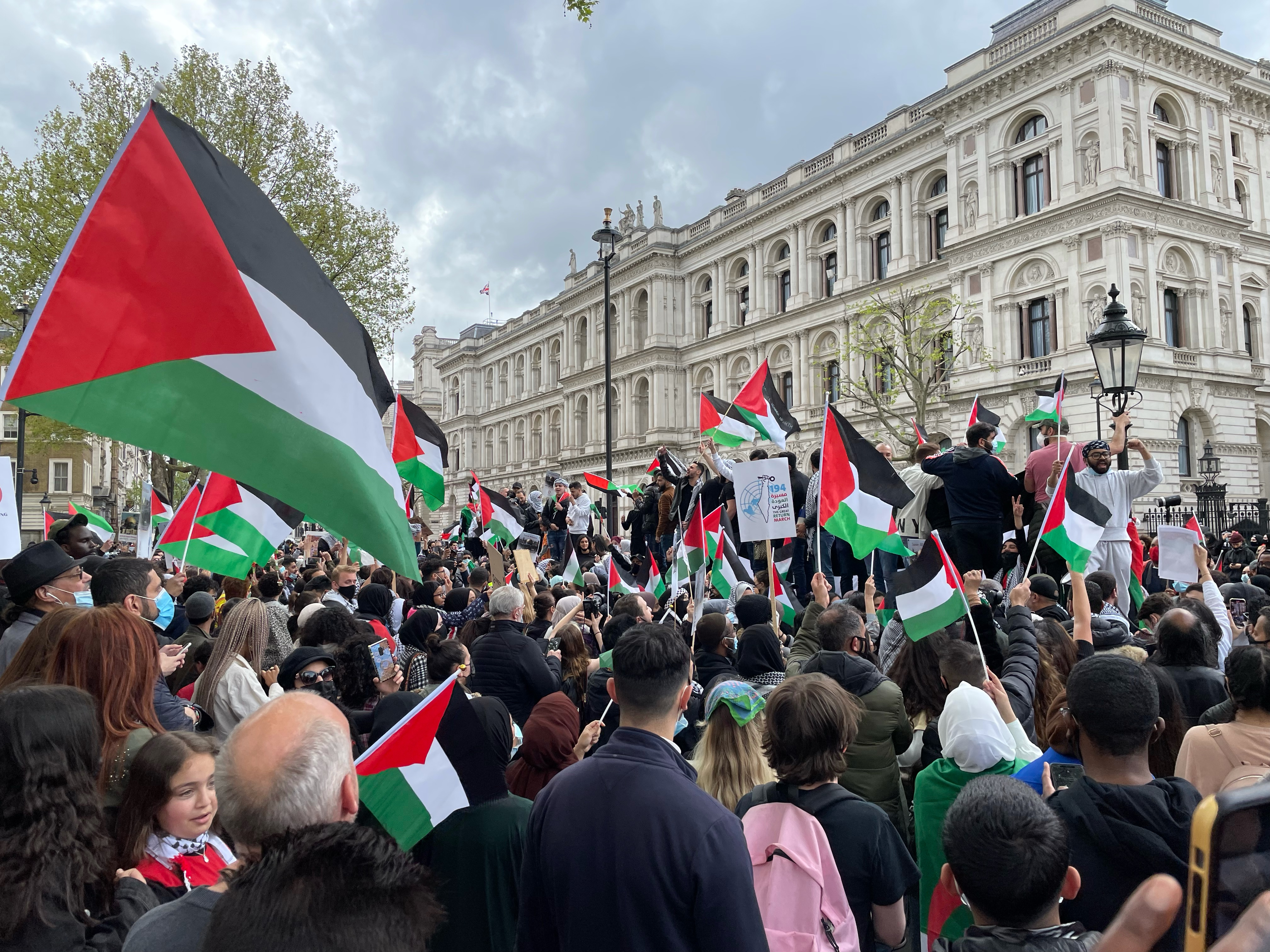
Londýn 9. května 2021
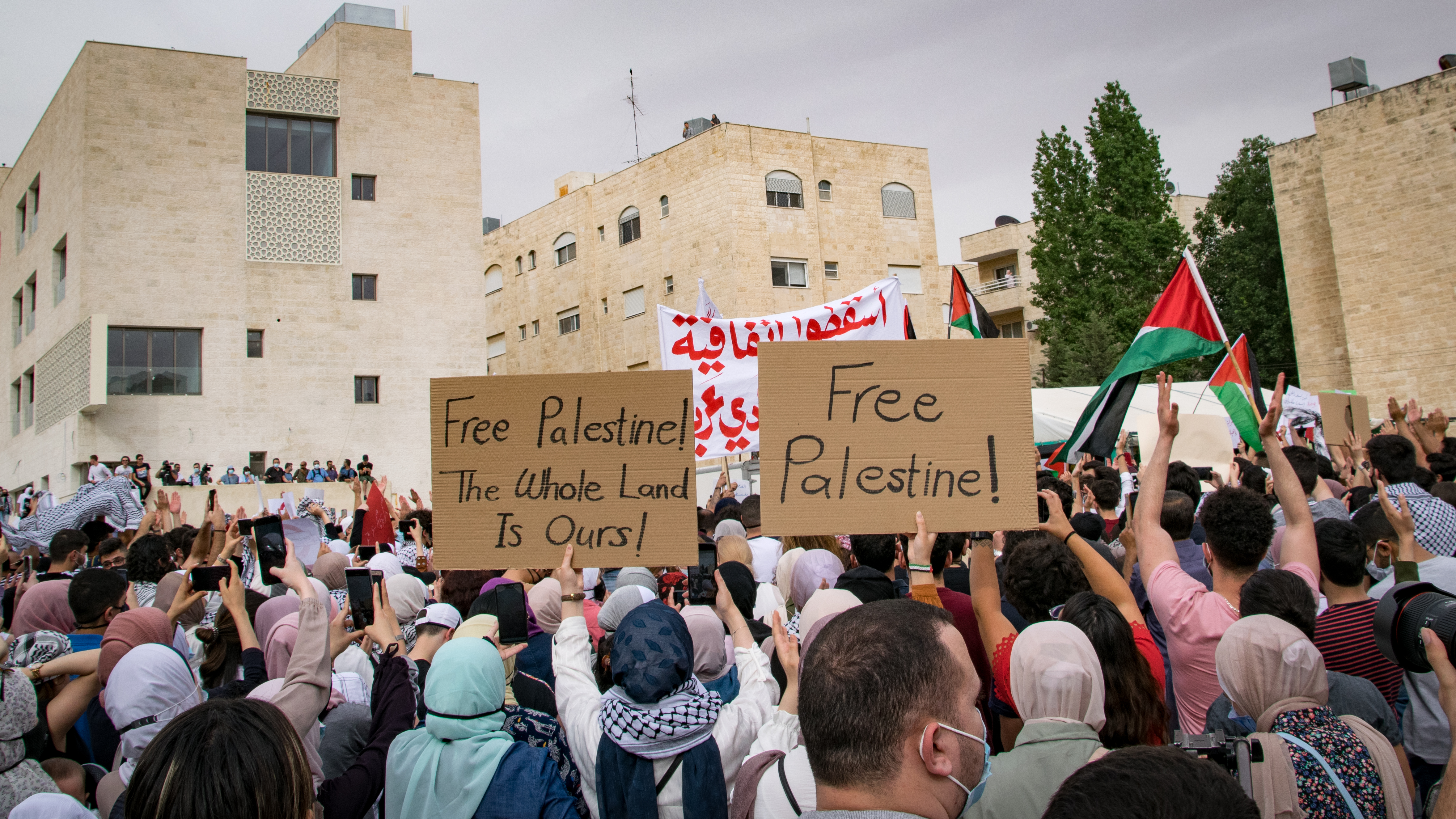
Ammán 9. května 2021
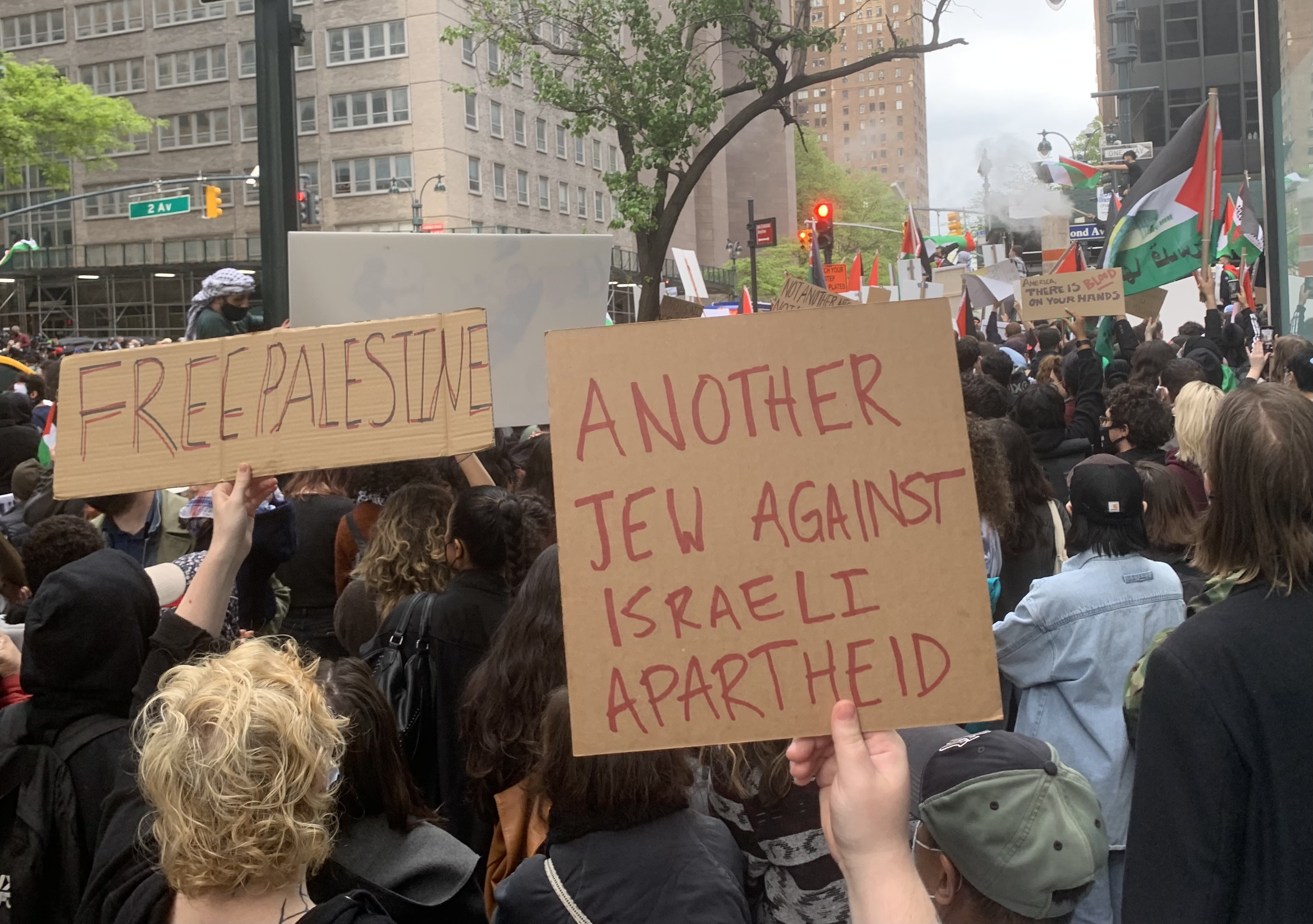
New York 11. května 2021
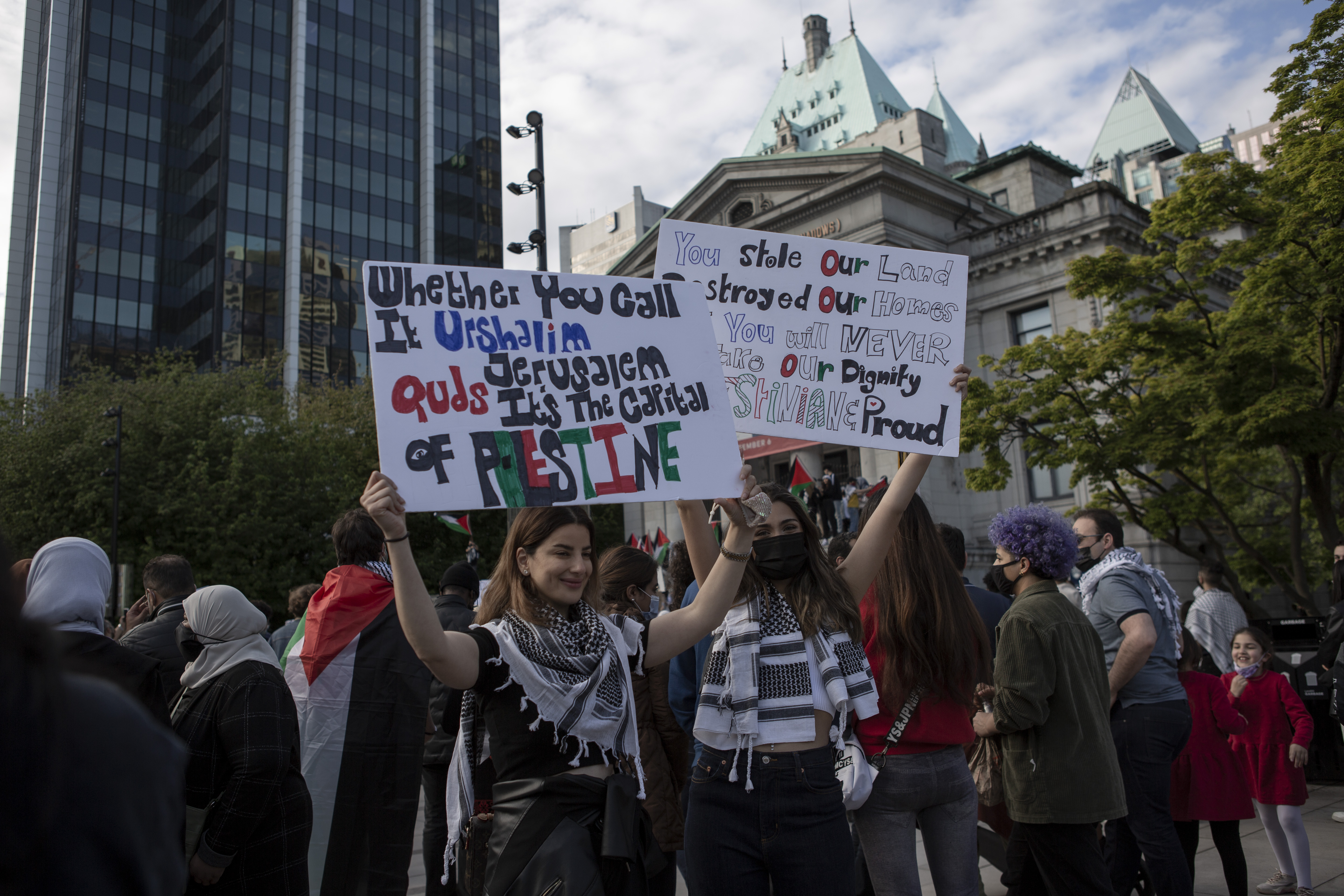
Vancouver 12. května 2021
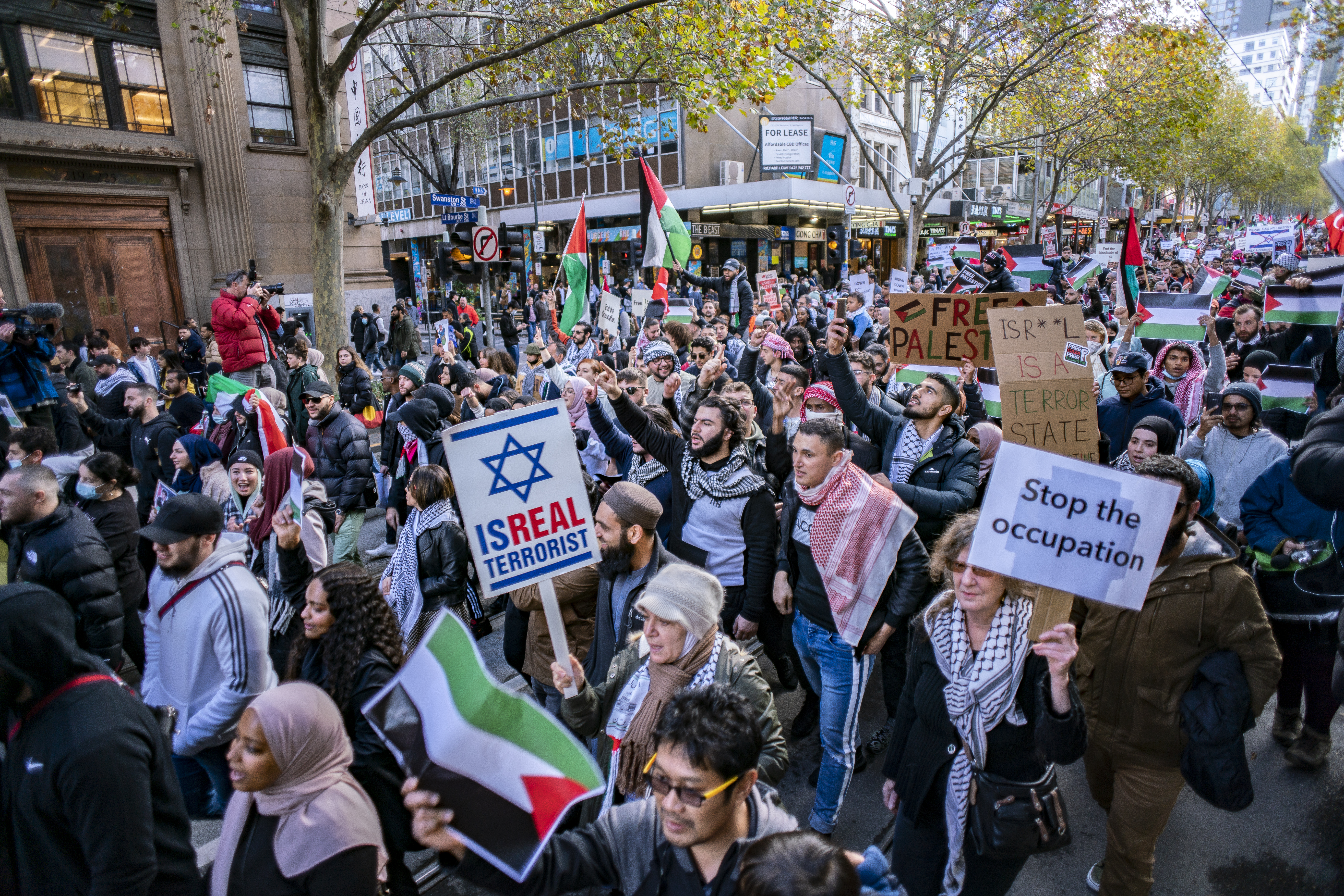
Melbourne 15. května 2021
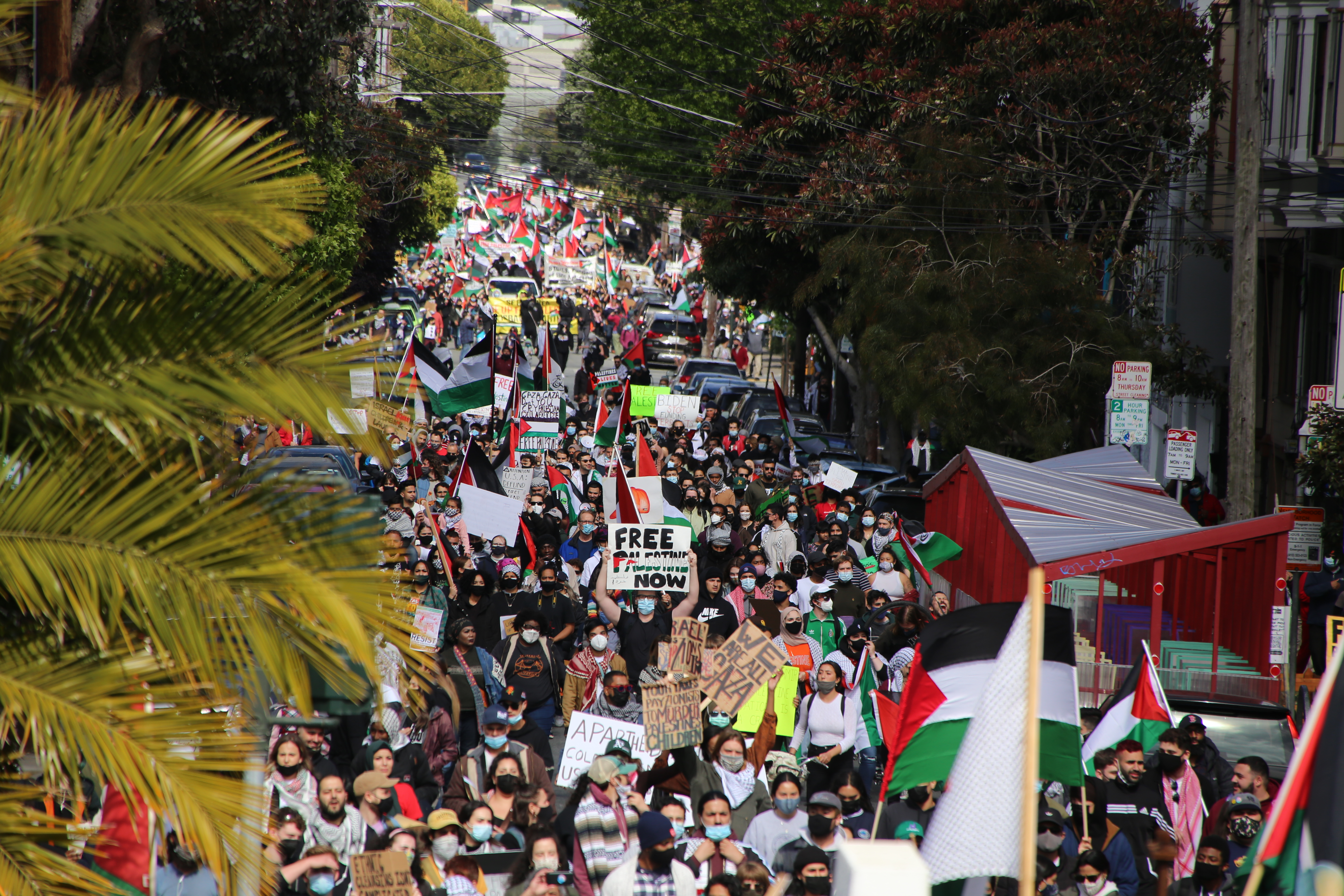
San Francisco 16. května 2021
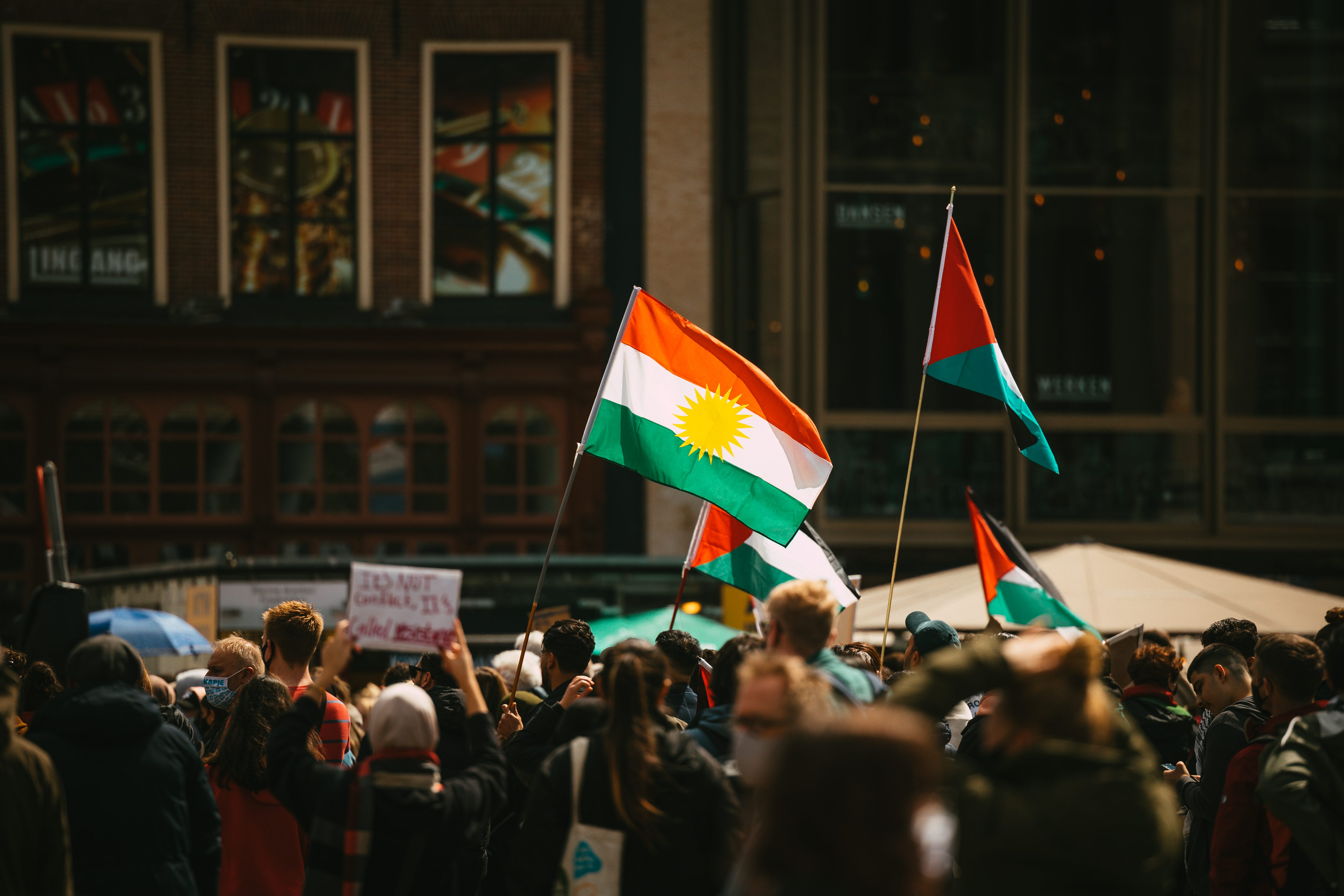
Groningen 16. května 2021